# Seznam nemških filmskih producentov
Seznam nemških filmskih producentov.

## A
- Percy Adlon

## B
- Karl Baumgartner
- Natalia Bowakow

## D
- Manfred Durniok

## E
- Bernd Eichinger
- Ute Emmerich
- Hejo Emons

## F
- Christoph Friedel

## H
- Nico Hofmann

## L
- Carl Laemmle
- Jan Josef Liefers

## R
- Ottokar Runze (1925-2018)

## S
- Ralph Schwingel

## T
- Monika Treut

## V
- Joachim von Vietinghoff